# Champaign (musikgrupp)
Champaign var en amerikansk popgrupp som bildades i just Champaign, Illinois 1981 och bestod av Pauli Carman, Rena Jones, Michael Day, Rocky Maffit, Leon Reeder, Dana Walden, Michael Reed. 

De är bäst kända för Poporama-hiten "How 'bout us", men hade också en hit på Billboardlistan med "Try again".